# آرشیو پرودوکتسیون
آرشیو پرودوکتسیون (آلمانی: Archiv Produktion) یک ناشر موسیقی کلاسیک آلمانی است که در سال ۱۹۴۹ به عنوان بخش کلاسیک دویچه گرامافون ایجاد شد و در سال ۱۹۵۸ به عنوان یکی از شرکت‌های تابعه متخصص در موسیقی اولیه و موسیقی باروک به فعالیت خود ادامه داد. از آن تاریخ تا کنون، تمرکز این شرکت بر روی «اجرای آگاهانه تاریخی» و آثار هنرمندان جنبش احیای موسیقی قرن ۲۰ تا ۲۱ است. نخستین رئیس این شرکت موسیقی‌شناس آلمانی «فرد هامل» بود که از ۱۹۴۸ تا ۱۹۵۷ مدیر آن بود.